# Amomum schlechteri
Amomum schlechteri är en enhjärtbladig växtart som beskrevs av Karl Moritz Schumann. Amomum schlechteri ingår i släktet Amomum och familjen Zingiberaceae.
Artens utbredningsområde är Papua Nya Guinea. Inga underarter finns listade i Catalogue of Life.